# Kristin kommenderar
Kristin kommenderar är en svensk komedifilm från 1946 i regi av Gustaf Edgren. I huvudrollerna ses Dagmar Ebbesen, Wanda Rothgardt och Gunnar Björnstrand.

## Handling
Källa:
Kristin och hennes mor ska auktioneras bort på människoauktion, men ingen vill ha båda tillsammans. En ung läkare tycker synd om dem och lovar att ta hand om dem utan kostnad. Några decennier senare börjar Kristin som hembiträde hos doktorns son. Kristin driver även en kvacksalverimottagning och med pengarna från denna bekostar hon sin arbetsgivares läkarstudier utan att han vet om att pengarna kommer från henne.

## Om filmen
Filmen spelades in på 23 inspelningsdagar under tiden 29 april–29 maj 1946 i SF-ateljéerna i Råsunda samt på Skansen, Gamla stan, Norr Mälarstrand och Stockholms stadshus.
Filmen hade premiär den 3 september 1946 och var då tillåten från 15 år. Senare klipptes filmen om och blev den 13 september 1952 barntillåten.
Filmen har visats i SVT, bland annat 1980, i augusti 2018, i november 2020, i december 2022 och i februari 2025, samt i TV3.

## Rollista
Källa: Svensk Filmdatabas
- Dagmar Ebbesen – Kristin Carlsson, hembiträde. Kusin till Herman Karlsson.
- Wanda Rothgardt – Marianne Hagström, senare gift Westman, novellillustratör
- Gunnar Björnstrand – doktor Harald Westman, provinsialläkare / Vilhelm "Ville" August Westman, hans son, Mariannes man
- John Elfström – Herman Karlsson, kallad Hamlet, vaktmästare på Karolinska institutet. Kusin till Kristin Carlsson.
- Olle Florin – Olle Elving, advokat

### Ej krediterade
- Börje Mellvig – Torre, affärsman

Tvillingarna tre år gamla: Kristina och Charlotte Thege 
- Per Oscarsson – Jan Westman, Villes och Mariannes son
- Ann-Charlotte Bergman – Maj Westman, Villes och Mariannes ena tvillingdotter som vuxen
- Margit Pettersson – Sonja Westman, Villes och Mariannes andra tvillingdotter som vuxen
- Bojan Westin – Ella Brukshage, Jans träff
- Arne Lindblad – Hansson, vaktmästare på tidningsförlaget Leander & Jonsson
- Ivar Kåge – medicinprofessor
- Gabriel Alw – medicinprofessor, examinatorn
- Carl Deurell – promotorn
- Tord Stål – docent, opponent vid Villes disputation om kvacksalveriets psykologiska förutsättningar
- Tor Borong – busen på undersökning
- Åke Engfeldt – kandidat Rundqvist, medicine studerande
- Magnus Kesster – patienten på könspolikliniken
- Helge Karlsson – auktionsförrättaren
- Hugo Hasslo – skjutsbonden
- Hanny Schedin – Anna-Lisa Carlsson, Kristins mor
- Mariane Orlando – Kristin som barn
- Nils Jacobsson – Djurgårds-Kalle
- Karla Wiberg – Djurgårds-Kalles Emma
- Olle Hilding – Johan, en gubbe på auktionen
- Gull Natorp – döva Hanna, patient hos Kristin
- Inga-Lill Åhström – patient hos Kristin
- Signe Wirff – patient hos Kristin
- Margit Andelius – portvaktsfrun på Gaffelgränd 4 i Gamla Stan
- Nils Dahlgren – pantlånaren
- Sif Ruud – Vilma Persson, platssökande
- Ulla Malmström – den platssökande Faluflickan
- Margit Jonje – den platssökande Jönköpingsflickan
- Kristina Ranå – den platssökande Karlstadsflickan
- Margaretha Bergström – en sjuksköterska
- Vera Fränkel – en sjuksköterska
- Sten Hedlund – en läkare
- Brita Öberg – städerskan på Karolinska Institutet
- Nils Nordståhl – redaktör på förlaget Leander & Jonsson
- Erland Colliander – Anders Petter Nilsson, gubbe på auktionen
- Svea Holst – en kvinna i porten till Gaffelgränd 4
- Signhild Björkman – fröken Berg, advokat Elvings sekreterare
- Ulf Eriksson – Kalle, Elvings springpojke
- Sture Djerf – en poliskonstapel
- Asta Jonsson – Maj Westman som liten
- Ann Jansson – Sonja Westman som liten
- Birgit Linder – flickan på resebyrån
- Otto Adelby – en gubbe på auktionen
- Gösta Holmström – en student i Stadshuset
- Mauritz Strömbom – en doktor i Stadshuset
- Brita Borg – en dansande på restaurangen

### Bortklippta i den slutliga filmen
- Olav Riégo – en medicinprofessor
- Willy Peters – en ung herre

## Musik i filmen
Källa:
- Bättre och bättre dag för dag, musik Mark Strong, svensk text S.S. Wilson och Karl-Ewert, sång Wanda Rothgardt och Gunnar Björnstrand
- Kärlek måste vi ha ur Den sköna Helena, musik Jacques Offenbach, svensk text Palle Block, sång Wanda Rothgardt
- Säg det i toner, musik Jules Sylvain, instrumental
- I sjunde himlen, musik Georg Enders, instrumental
- Väva vadmal, instrumental
- Tänker du att jag förlorader är, instrumental
- 'Tis the Last Rose of Summer, instrumental
- Lillan ska sova, musik Elith Worsing, instrumental
- Tango mélodique, musik Jules Sylvain
- Medima-fox, musik Jules Sylvain, instrumental
- Kröningsmarsch ur Profeten, musik Giacomo Meyerbeer, instrumental

## DVD
Filmen gavs ut på DVD 2014.